# Drużynowe otwarte mistrzostwa Europy open w brydżu sportowym
Drużynowe Otwarte Mistrzostwa Europy Open w brydżu sportowym (European Open Bridge Championships - Open) - zawody brydżowe teamów w kategorii open w których startować mogą zawodnicy ze wszystkich krajów (nie tylko europejskich) bez ograniczenia liczby zawodników z jednego kraju. Drużynowe Otwarte Mistrzostwa Europy Open wchodzą w skład  Otwartych mistrzostw Europy odbywających się w latach nieparzystych. W latach parzystych odbywają się Drużynowe Mistrzostwa Europy.  Zawody zostały wpisane do kalendarza EBL od roku 2003 dzięki staraniom ówczesnego Prezydenta EBL Gianarrigo Rona.

## Formuła zawodów
- W Drużynowych Otwartych Mistrzostwach Europy Open w brydżu sportowym  może wziąć udział dowolna liczba drużyn (teamów);
- W drużynie mogą występować zawodnicy z różnych krajów (nie tylko europejskich);
- Nie ma ograniczenia na liczbę zawodników z jednego kraju;
- W pierwszej fazie drużyny rozgrywają mecze każdy z każdym w grupach;
- Najlepsze zespoły każdej grupy awansują do fazy pucharowej - ćwierćfinały, półfinały i finał;
- Zwycięzcy zawodów otrzymują złoty medal oraz tytuł Mistrza Europy;
- Drużyna, która przegrała w finale otrzymuje srebrny medal;
- W niektórych zawodach (5) był rozgrywany mecz o 3. miejsce. W pozostałych zawodach brązowe medale przyznano dwóm drużynom, które przegrały w półfinałach.

## Podsumowanie medalowe
Poniższa tabela pokazuje zdobycze medalowe poszczególnych krajów. Jeśli w drużynie, która zdobyła medal byli zawodnicy z kilku krajów, to każdemu z krajów zostaje przyznany medal - bez względu na liczbę zawodników z danego kraju w drużynie.
Po najechaniu kursorem nad liczbę medali wyświetli się wykaz zawodów (następna tabela), na których te medale zostały zdobyte.
| Drużynowe Otwarte Mistrzostwa Europy Open. Podsumowanie medalowe (stan na: 27 czerwca 2013, edycje 1..6) | Drużynowe Otwarte Mistrzostwa Europy Open. Podsumowanie medalowe (stan na: 27 czerwca 2013, edycje 1..6) | Drużynowe Otwarte Mistrzostwa Europy Open. Podsumowanie medalowe (stan na: 27 czerwca 2013, edycje 1..6) | Drużynowe Otwarte Mistrzostwa Europy Open. Podsumowanie medalowe (stan na: 27 czerwca 2013, edycje 1..6) | Drużynowe Otwarte Mistrzostwa Europy Open. Podsumowanie medalowe (stan na: 27 czerwca 2013, edycje 1..6) | Drużynowe Otwarte Mistrzostwa Europy Open. Podsumowanie medalowe (stan na: 27 czerwca 2013, edycje 1..6) |
| F | Kraj | Złotych                                                                                                  | Srebrnych                                                                                                | Brązowych                                                                                                | |
| --- | --- | --- | --- | --- | --- |
| Anglia                                                                                                   | Anglia                                                                                                   | _00_00_01_Anglia                                                                                         | | 1 | |
| Brazylia                                                                                                 | Brazylia                                                                                                 | _00_00_01_Brazylia                                                                                       | | 1 | |
| Bułgaria                                                                                                 | Bułgaria                                                                                                 | _00_00_01_Bułgaria                                                                                       | | 1 | |
| Dania | Dania | _00_00_01_Dania                                                                                          | | 1 | |
| Francja                                                                                                  | Francja                                                                                                  | 1 | 2 | 1 | |
| Holandia                                                                                                 | Holandia                                                                                                 | 2 | | 1 | |
| Indie | Indie | _00_01_01_Indie                                                                                          | 1 | 1 | |
| Izrael                                                                                                   | Izrael                                                                                                   | 2 | 1 | 2 | |
| Litwa | Litwa | _00_01_00_Litwa                                                                                          | 1 | | |
| Monako                                                                                                   | Monako                                                                                                   | _00_00_01_Monako                                                                                         | | 1 | |
| Niemcy                                                                                                   | Niemcy                                                                                                   | _00_01_01_Niemcy                                                                                         | 1 | 1 | |
| Polska                                                                                                   | Polska                                                                                                   | 1 | 1 | 1 | |
| Południowa Afryka                                                                                        | Republika Południowej Afryki                                                                             | _00_00_01_Republika_Południowej_Afryki                                                                   | | 1 | |
| Szwecja                                                                                                  | Szwecja                                                                                                  | _00_00_01_Szwecja                                                                                        | | 1 | |
| Turcja                                                                                                   | Turcja                                                                                                   | _00_00_01_Turcja                                                                                         | | 1 | |
| Stany Zjednoczone                                                                                        | USA | 1 | | 1 | |
| Włochy                                                                                                   | Włochy                                                                                                   | _00_02_01_Włochy                                                                                         | 2 | 1 | |
| Razem | Razem | 7 | 9 | 17 | |

## Wyniki (medalowe) poszczególnych zawodów
| Otwarte Mistrzostwa Europy. Teamy. Kategoria Open. | Otwarte Mistrzostwa Europy. Teamy. Kategoria Open.  | Otwarte Mistrzostwa Europy. Teamy. Kategoria Open.                                                                                 |
| Lp                                                 | M                                                   | Zespół i skład |
| -------------------------------------------------- | --------------------------------------------------- | --- |
| 6:                                                 | 2013, 06-15..29, Ostenda, (Belgia), 121 zespołów    | 2013, 06-15..29, Ostenda, (Belgia), 121 zespołów                                                                                   |
| 6:                                                 | 1                                                   | Mazurkiewicz: Piotr Gawryś, Krzysztof Jassem, Paweł Jassem, Marcin Mazurkiewicz, Piotr Tuszyński, Jakub Wojcieszek                 |
| 6:                                                 | 2                                                   | Breno: Mario D'Avossa, Benito Garozzo, Riccardo Intonti, Massimo Lanzarotti, Andrea Manno, Romain Zaleski                          |
| 6:                                                 | 3                                                   | Isrmany: Allon Birman, Ilan Herbst, Ofir Herbst, Deror Padon, Josef Piekarek, Alexander Smirnov                                    |
| 5:                                                 | 2011, 06-17..07-02, Poznań, (Polska), 119 zespołów  | 2011, 06-17..07-02, Poznań, (Polska), 119 zespołów                                                                                 |
| 5:                                                 | 1                                                   | Mahaffey: Gary Cohler, Sam Lev, Jim Mahaffey, Jeff Meckstroth, Jacek Pszczoła, Eric Rodwell                                        |
| 5:                                                 | 2                                                   | Bessis: Michel Bessis, Thomas Bessis, Josef Piekarek, Alexander Smirnov                                                            |
| 5:                                                 | 3                                                   | Monaco A: Jean Charles Allavena, Marco Catellani, Henri Fissore, Nathalie Frey, Marc Bompis, Jean-Christophe Quantin               |
| 4:                                                 | 2009, 06-12..27, San Remo, (Włochy), 129 zespołów   | 2009, 06-12..27, San Remo, (Włochy), 129 zespołów                                                                                  |
| 4:                                                 | 1                                                   | Ned White: Sjoert Brink, Bas Drijver, Bauke Muller, Simon de Wijs, Anton Maas                                                      |
| 4:                                                 | 2                                                   | Herbst: Michael Barel, Ofir Herbst, Yaniv Zack, Ilan Herbst                                                                        |
| 4:                                                 | 3                                                   | Texan Aces: Prabhakar Balakrishnan, Jyotindra Shah, Padmanabhan Sridharan, Srinivasan Sunderram, Rajeshwar Tewari, Gopal Venkatesh |
| 4:                                                 | 3                                                   | Vito: Wiktor Aronow, Borisław Popow, Toni Rusew, Stefan Skorczew, Julijan Stefanow, Kalin Karaiwanow                               |
| 3:                                                 | 2007, 06-15..30, Antalya, (Turcja), 104 zespołów    | 2007, 06-15..30, Antalya, (Turcja), 104 zespołów                                                                                   |
| 3:                                                 | 1                                                   | Bessis: Michel Bessis, Thomas Bessis, Eldad Ginnosar, Ron Pachtman                                                                 |
| 3:                                                 | 2                                                   | Texan Aces: Badal Chandra Das, Krishna Kumar Kanningat, Sumit Mukherjee, Jyotindra Shah, Padmanabhan Sridharan, Gopal Venkatesh    |
| 3:                                                 | 3                                                   | Apteker: Alon Apteker, Craig Gower, Ulf Nilsson, Frederic Wrang                                                                    |
| 3:                                                 | 3                                                   | Orange 2: Sjoert Brink, Bas Drijver, Bauke Muller, Vincent Ramondt, Berry Westra, Simon de Wijs                                    |
| 2:                                                 | 2003, 06-16..07-02, Arona, (Hiszpania), 83 zespołów | 2003, 06-16..07-02, Arona, (Hiszpania), 83 zespołów                                                                                |
| 2:                                                 | 1                                                   | Team Orange 1: Jan Jansma, Louk Verhees Jr., Ton Bakkeren, Huub Bertens, Bauke Muller, Simon de Wijs                               |
| 2:                                                 | 2                                                   | Miroglio: Apolinary Kowalski, Piotr Tuszyński, Jacek Romański, Jeremi Stępiński, Giulio Bongiovanni, Anunas Jankauskas             |
| 2:                                                 | 3                                                   | Hecht: Peter Hecht-Johansen, Knut Blakset, Andreas Marquardsen, Lars Blakset, Morten Bilde, Jorgen Hansen                          |
| 2:                                                 | 3                                                   | Ozdil: Melih Özdil, Eldad Ginnosar, David Bakhshi, John Holland                                                                    |
| 1:                                                 | 2003, 06-14..28, Mentona, (Francja), 137 zespołów   | 2003, 06-14..28, Mentona, (Francja), 137 zespołów                                                                                  |
| 1:                                                 | 1                                                   | Kalish: Ilan Herbst, Ofir Herbst, Awi Kalisz, Leonid Podgur, Doron Jadlin, Jisra’el Jadlin                                         |
| 1:                                                 | 2                                                   | Chemla: Michel Abécassis, Paul Chemla, Philippe Cronier, Philippe Soulet                                                           |
| 1:                                                 | 3                                                   | Chagas: Diego Brenner, Gabriel Chagas, Steve Garner, Howard Weinstein                                                              |
| 1:                                                 | 3                                                   | Miroglio: Giulio Bongiovanni, Apolinary Kowalski, Jacek Romański, Marek Szymanowski, Piotr Tuszyński                               |